# Miklós drenopoliszi címzetes püspök
Miklós drenopoliszi címzetes püspök 14. századi katalán vagy aragóniai egyházfi és tudós volt. Püspöki címe csak címzetes volt, hiszen Drenopolisz a mai Etoloakarnanía prefektúra keleti felén állt, amely a Bizánci Birodalom része volt. 1369-ben V. Ióannész bizánci császár tolmácsa volt Rómában.
A dominikánus rendbe tartozó tudós nevéhez fűződik Plutarkhosz Párhuzamos életrajzok című könyvének első lefordítása görögről egy nyugati nyelvre, az aragóniaira. Miklós megbízója Juan Fernández de Heredia, a Jeruzsálemi Szent János Ispotályos Lovagrend nagymestere volt. 1380-ban Rodoszon, a johanniták központjában tartózkodott. Elképzelhető, hogy közreműködött – Dimitrisz Kalodiki mellett –Thuküdidész beszédeinek lefordításában is.
1386 és 1389 között Avignonban, a pápai udvarban élt, ahol komoly befolyással bírt. Több antik szöveget vitt magával Rodoszról, amelyeken Heredia több más görög fordítójával dolgozott.